# Tupoljev Tu-114
Tupoljev Tu-114 Rossija (rusko Tyполев Тy-114 Poccия) (NATO ime Cleat) je štiromotorno turbopropelersko potniško letalo takratne Sovjetske zveze. Dizajniral ga je OKB Tupoljev, prvič je poletel 1957. Ob vstopu v uporabo je bil največje in najhitrejše potniško letalo, ter letalo z največjim dosegom 10,900 kilometrov. Še vedno pa je najhitrejše propelersko letalo. 
Tu-114 je bil za svoj čas zelo varno letalo, edina nesreča je bila zaradi človeškega faktorja.

## Tehnične specifikacije
Splošne značilnosti
- Posadka: 5
- Kapaciteta sedežev: 120–220 potnikov
- Dolžina: 54,10 m (177 ft 4 in)
- Razpon kril: 51,1 m (167 ft 7,75 in)
- Višina: 15,44 m (50 ft 8 in)
- Površina kril: 311,1 m² (3.349 ft²)
- Prazna teža: 85.800–88.200 kg (189.15–194.450 lb)
- Naložena teža: 131.000 kg (289.000 lb)
- Maks. vzletna teža: 175.000 kg (385,809 lb)
- Motorji: 4 × Kuznecov NK-12MV, 11.000 kW (14.800 hp) vsak
- Največja hitrost: 870 km/h (470 kn, 541 mph) na 8.000 m (26.250 ft) [4]
- Potovalna hitrost: 770 km/h (415 kn, 478 mph)
- Doseg: 9.720 km (5.244 nmi)
- Višina leta: 12.000 m (39.000 ft)
- Obremenitev kril: 421 kg/m² (86,2 lb/ft²)
- Razmerje moč/masa 168 W/kg (0,102 hp/lb)

Tovor
- Normalni: 15.000 kg (30.070 lb)
- Največji: 30.000 kg (66.140 lb)